# 马元海公馆
马元海公馆，位于中国青海省贵德县河阴镇郭拉村，为青海省贵德县县级文物保护单位，公布日期为2001年2月19日，类型为近现代重要史迹及代表性建筑。
马元海公馆的历史年代为民国。